# Karbala International Stadium
Das Karbala International Stadium (arabisch ملعب كربلاء الدولي, DMG Malʿab Karbalāʾ ad-duwalī) ist ein Stadion in der irakischen Stadt Karbala, Gouvernement Karbala, im Süden des Landes. Es gehört zum Sportkomplex Karbala Sports City. Das Karbala International Stadium wurde 2016 eröffnet und ist die Heimspielstätte des Fußballvereins Karbala SC.

## Geschichte
Der Bau des Karbala International Stadium begann im Januar 2013 und wurde mit Gesamtkosten von 100 Millionen US-Dollar von der irakischen Regierung finanziert. Es handelt sich um eine Fußballarena mit Rasenbelag und einer Gesamtfläche von 34.000 m². Sie bietet Platz für bis zu 30.000 Zuschauer und verfügt über weitere sportbezogene Einrichtungen. Die Höhe des Daches beträgt etwa 35 m. Das Stadion verfügt über keine Laufbahn, sodass die Zuschauer einen optimalen Blick auf das Spielfeld haben. Die Fassade des Stadions besteht aus 72 Toren, eine symbolische Zahl, die für die Anzahl der Märtyrer der Schlacht von Karbala steht. Entworfen wurde es von dem türkischen Architekturbüro Bahadır Kul Architects.
Eröffnet wurde es am 12. Mai 2016 mit einem Fußballspiel zwischen dem Karbala SC und der irakischen Nationalmannschaft vor 30.000 Zuschauern, darunter der Gouverneur von Karbala, eröffnet. Das Spiel endete 0:0.

## Veranstaltungen
Der Iraqi Super Cup 2017 wurde am 17. November im Karbala International Stadium zwischen al-Quwa al-Dschawiya und dem al-Zawraa SC ausgetragen.
Am 14. August 2019 wurde im Stadion das Finale der Fußball-Westasienmeisterschaft ausgetragen, womit erstmals nach langer Zeit wieder ein kontinentales Turnier auf irakischem Boden ausgetragen wurde.